# 古志安恵
古志 安恵（こし やすえ、1987年5月11日 - ）は、日本のファッションモデル・女優。
鳥取県出身。
身長167cm。新垣結衣や伊集院光と仲がよい。

## 出演

### テレビ番組
ドラマ
- 1リットルの涙（2005年、フジテレビ）バスケ部員役
- テレビ朝日21世紀新人シナリオ大賞 彼女の恋文（2006年、テレビ朝日）
- 沖縄従軍少女看護隊-最後のナイチンゲール-（2006年、日本テレビ）

バラエティ
- CSエンタ!371「ジュニアでＧＯ！」（2003年）
- CSエンタ!371 「ジェイチェキ」（2005年）
- 碑文谷教授のミッドナイトゼミナール 今さら人に聞けない!怒らせ方講座（2007年、テレビ東京）渡邊部長の娘役

### DVD
- 一番大切な人の怒らせ方（2007年、一億円プロジェクト）渡邊部長の娘役
- 温厚な上司の怒らせ方（2008年、一億円プロジェクト）渡邊部長の娘役

### PV
- GReeeeN「道」(2007年)

### 映画
- 日本映画学校十六期生卒業作品「歩くチカラ」（2003年）

### 広告モデル
- 伊勢丹「成人式着物カタログ」

## 書籍

### 雑誌
- 「for Lilie」(2003年、ワニブックス)